# Bâtiment des douanes
Le bâtiment des douanes (en serbe cyrillique : Царинарница ; en serbe latin : Carinarnica) est situé à Belgrade, la capitale de la Serbie, dans la municipalité urbaine de Zemun. En raison de sa valeur architecturale, cet édifice, construit en 1781, figure sur la liste des monuments culturels protégés de la république de Serbie et sur la liste des biens culturels de la ville de Belgrade.

## Présentation
Le bâtiment des douanes, situé 26 rue Zmaj Jovina, a été construit en 1781 pour accueillir les services de la douane et de la taxe sur le sel. Il est bâti en briques liées par du mortier de chaux et possède une cave et un rez-de-chaussée voûtés ainsi qu'un étage avec des architraves. Il est constitué de deux ailes, avec une façade symétrique conçue dans le style classique surmontée d'un tympan triangulaire ; les voûtes du rez-de-chaussée, quant à elles, sont de style baroque. Avec ses entrepôts pour le sel, le bâtiment des douanes était à l'époque le plus vaste édifice du centre ville de Zemun.